# Tumbalá
Tumbalá es una localidad del estado mexicano de Chiapas, cabecera del municipio homónimo. 

## Toponimia
La palabra Tumbalá significa en la lengua náhuatl, "palo torneado" o "La casa de las nueve palabras".

## Geografía
La localidad está ubicada en la posición 17°16′37″N 92°18′57″O / 17.27694, -92.31583, a una altitud de 1413 m s. n. m.
Según la clasificación climática de Köppen, el clima corresponde al tipo Am - Tropical monzónico.

## Demografía
Cuenta con 3996 habitantes lo que representa un incremento promedio de 2.2 % anual en el período 2010-2020 sobre la base de los 3227 habitantes registrados en el censo anterior. Ocupa una superficie de 1.066 km², lo que determina al año 2020 una densidad de 3747 hab/km².
| Gráfica de evolución demográfica de Tumbalá entre 2000 y 2020     |
|                                                                   |
| Fuente: Instituto Nacional de Estadística Geografía e Informática |

En el año 2010 estaba clasificada como una localidad de grado alto de vulnerabilidad social.
La población de Tumbalá está mayoritariamente alfabetizada (10.16% de personas analfabetas al año 2020) con un grado de escolarización en torno de los 8 años. El 92.72% de la población es indígena.